# 10 dollarmunt (Hongkong)
De 10 dollarmunt heeft de hoogste waarde van alle munten uit Hongkong.
Het circuleert samen met het 10 dollarbiljet. Het werd in circulatie gebracht in 1994 om het $10-biljet te vervangen, de munt werd echter niet meer geslagen na 1997. De Hong Kong Monetary Authority koos ervoor om het biljet opnieuw uit te geven in 2002. Een herdenkingsuitgave met de Tsing Ma-brug werd uitgegeven in 1997 voor de overname van Hong Kong door China. Het werd niet in omloop gebracht en alleen als proefset uitgegeven. Het is Hong Kongs enige bimetale munt, al is er sprake van drie metalen (koper, nikkel en zink).

## Oplage
| Jaar | Oplage                                                                      |
| ---- | --------------------------------------------------------------------------- |
| 1993 | ??? in omloop. 30.000 bewezen exemplaren                                    |
| 1994 | ??? in omloop. 20.000 bewezen exemplaren                                    |
| 1995 | ??? in circulatie.                                                          |
| 1996 | 800.000 in omloop (tot september 2014).                                     |
| 1997 | Tsing Ma-brug herdenkingsuitgave. Niet in omloop. 97.000 bewezen exemplaren |